# Gilette
Gilette (in italiano, desueto, Giletta) è un comune francese di 1 503 abitanti situato nel dipartimento delle Alpi Marittime della regione della Provenza-Alpi-Costa Azzurra.

## Geografia fisica
Il comune di Gilette comprende due zone urbane, ed il suo territorio si divide tra la valle del Varo, con il Bec de l'Estéron, zona urbana del Pont Charles-Albert, a 132 metri d'altitudine in riva al Varo, e la valle dell'Esteron, parte in cui si situa il villaggio a 459 metri d'altitudine in riva all'Estéron. Le due zone urbane sono distanti appena otto chilometri.

## Storia
Il 19 ottobre 1793 vi fu combattuta l'omonima battaglia, parte della guerra delle Alpi (1792-1796). Lo scontro risultò in una vittoria francese sugli austro-piemontesi.

## Società

### Evoluzione demografica
Abitanti censiti